# 2003年度新城國語力頒獎禮得獎名單
新城國語力頒獎禮2003於2003年8月3日在香港會議展覽中心Hall 3舉行。

## 得獎名單

### 歌曲獎項
- 新城國語力歌曲
  - 《月老》 ——劉德華
  - 《練習》 ——劉德華
  - 《邊走邊愛》 ——謝霆鋒
  - 《揮著翅膀的女孩》 ——容祖兒
  - 《兄妹》 ——陳奕迅
  - 《I Never Told You》 ——陳冠希
  - 《什麼都不怕》 ——楊千嬅
  - 《玫瑰凋謝》 ——許志安
  - 《閃亮每一天》 ——陳慧琳
  - 《我和你》 ——蘇永康
  - 《黑色柳丁》 ——陶喆
  - 《小薇》 ——黃品源
  - 《一個人》 ——任賢齊
  - 《絕不能失去你》 ——F4
  - 《我討厭我自己》 ——吳建豪
  - 《蛋炒飯》 ——庾澄慶
  - 《放手》 ——阿杜
  - 《回到過去》 ——周杰倫
  - 《說愛你》 ——蔡依林
  - 《魔幻季節》 ——梁詠琪
  - 《神奇》 ——孫燕姿
- 新城國語力熱爆K歌
  - 《兄妹》 ——陳奕迅
- 新城國語力亞洲大碟獎
  - 《黑色柳丁》 ——陶喆
- 新城國語力年度歌曲大獎
  - 《回到過去》 ——周杰倫
- 新城國語力熱播冠軍歌曲大獎
  - 《月老》 ——劉德華

### 新人獎項
- 新城國語新勢力男歌手
  - 吳建豪
  - 阿杜
  - 李威
- 新城國語新勢力女歌手
  - 丁文琪
  - 關心妍
  - 何耀珊
- 新城國語新勢力組合
  - 黃立成&麻吉幫
  - 可米小子
  - 5566
- 新城國語中國大陸新勢力歌手
  - 王蓉
  - 胡彥斌
  - 張敬軒

### 歌手獎項
- 新城國語力躍進歌手
  - 容祖兒
  - 楊千嬅
  - 陳冠希
- 新城國語力歌王
  - 陶喆
  - 任賢齊
  - 劉德華
- 新城國語力歌后
  - 梁詠琪
  - 陳慧琳
  - 蔡依林
- 新城國語力組合
  - F4
- 新城國語力亞洲創作歌手大獎
  - 陶喆
  - 周杰倫
- 新城國語力亞洲歌手大獎
  - 周杰倫
- 新城國語力香港歌手大獎
  - 劉德華
- 新城國語力殿堂歌手
  - 庾澄慶

## 媒體播放
由新城娛樂台現場播出。